# Александър Чаръкчиев
Александър Тодоров Чаръкчиев е български революционер, деец на Вътрешната македоно-одринска революционна организация. 

## Биография
Роден е в Сливен. Активен социалдемократ. Касиер на читалище „Христо Ботев“ в Сливен. Активен деец на ВМОРО.